# 索菲亞·穆拉維耶娃
索菲亞·安德列夫娜·穆拉維耶娃（俄语：Софья Андреевна Муравьёва，Sofia Andreevna Muravieva，2006年8月4日—）是俄罗斯女子花样滑冰运动员，出生於俄罗斯叶卡捷琳堡。她於2021年奥地利JGP杯（ 全称青年组花样滑冰大奖赛分站赛 ）赢得金牌，2021年斯洛伐克JGP杯赢得银牌，同時亦是2021年全青俄亞軍。